# Berberis brumalis
Berberis brumalis är en berberisväxtart som beskrevs av J. F. Macbride. Berberis brumalis ingår i släktet berberisar, och familjen berberisväxter. Inga underarter finns listade i Catalogue of Life.